# Daniel Chatto
Daniel Chatto St. George Sproule (St. George Sproule, 22 de abril de 1957) é um ator britânico nascido na Inglaterra. Fez diversas aparições em cinema e na televisão inglesas.
Seus pais foram o ator Thomas Chatto Sproule e a agente teatral Rosalind Chatto. Desde 14 de Julho de 1994 é o marido de Lady Sarah Chatto, a única filha da falecida Princesa Margarida, Condessa de Snowdon. Eles tem dois filhos: Samuel Chatto (1996) e Arthur Chatto (1999).
No passado, Daniel trabalhava como um ator, mas atualmente é um artista,[carece de fontes?] assim como sua esposa.

## Filmografia
- The Marquise (1980).
- Quartet (1981). Filme do diretor norte-americano James Ivory.
- Priest of Love (1981).
- A Shocking Accident (1982).
- Nancy Astor (1982). Baseado na vida de Nancy Witcher Astor.
- Charles & Diana: A Royal Love Story (1982). Interpreta o príncipe André, Duque de Iorque.
- Heat and Dust (1983, por James Ivory). Baseado no romance de Ruth Prawer Jhabvala.
- The Razor's Edge (1984). Baseado no romance de William Somerset Maugham.
- A Christmas Carol (1984). Baseado no romance de Charles Dickens.
- Dutch Girls (1985, TV)
- The Death of the Heart (1985). Baseado no romance de Elizabeth Bowen.
- The Shooting Party (1985).
- Little Dorrit (1988). Baseado no romance de Charles Dickens.